# 総督府ポーランド警察

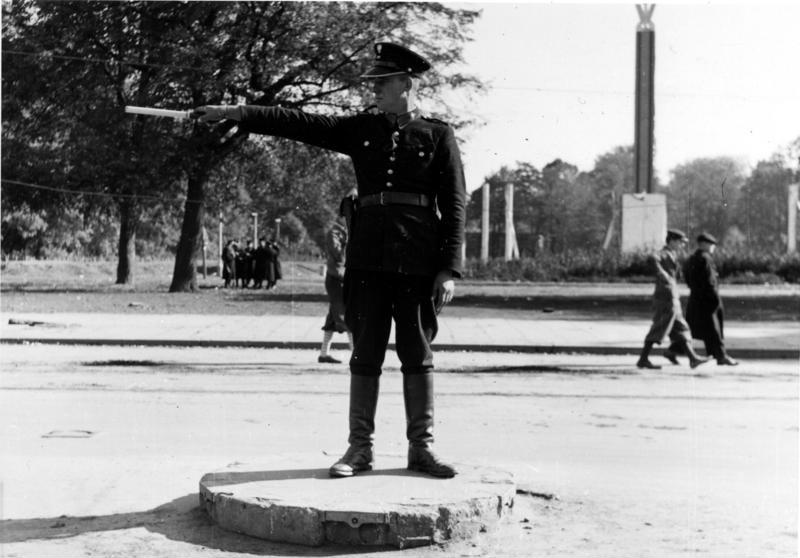
総督府ポーランド警察の警察官の制服。

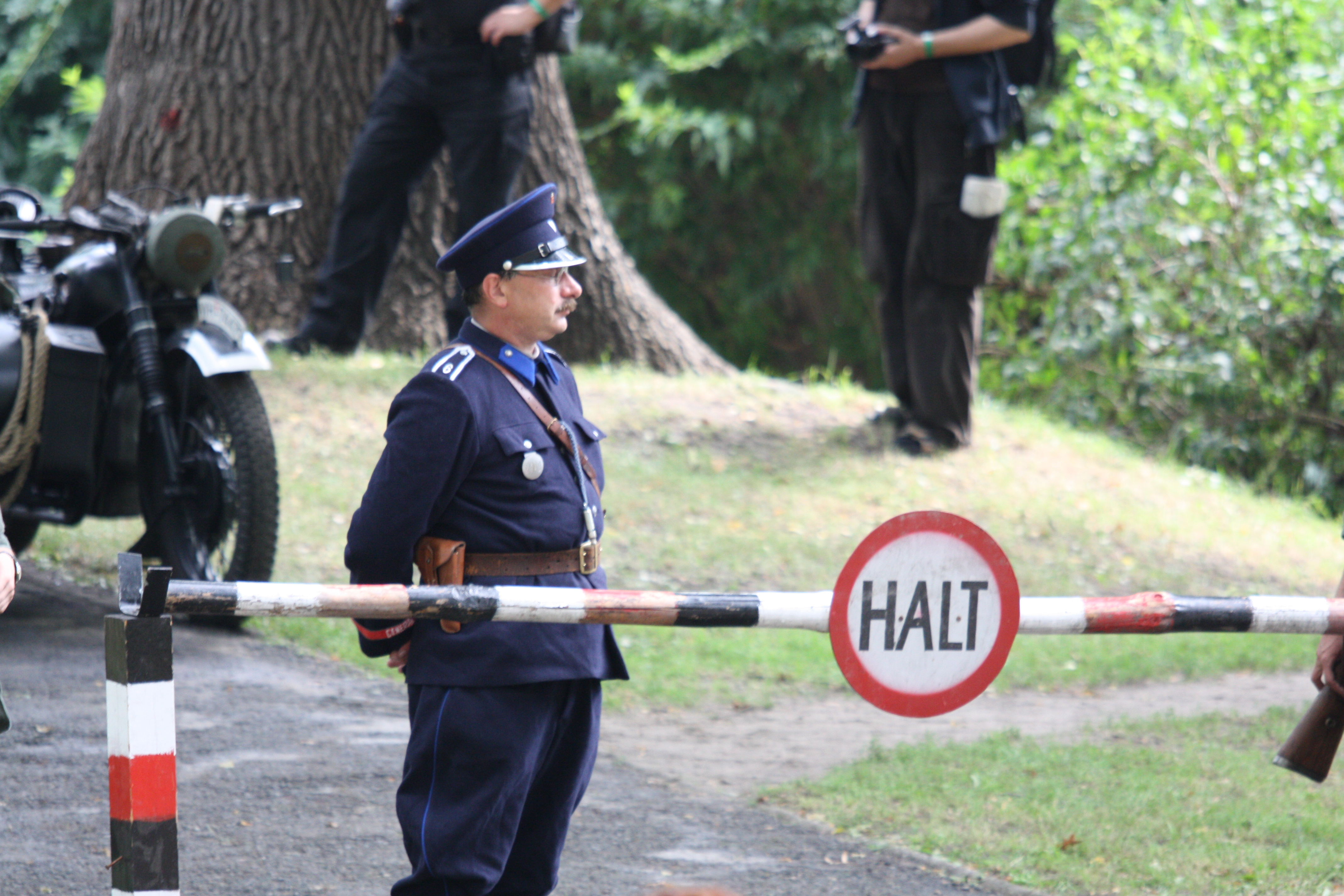
総督府ポーランド警察の警察官の制服（2008年ワルシャワ蜂起再現イベント）

総督府ポーランド警察（独：Polnische Polizei im Generalgouvernement、波：Policja Polska Generalnego Gubernatorstwa）は、ナチス・ドイツのポーランド総督府領に置かれていた警察組織。青い襟章と紺の制服から「青い警察（波：granatowa policja）」と呼ばれていた。総督府領の法と秩序を維持するためにナチス・ドイツにより設置されていた。
同様の警察組織はドイツ占領下の国すべてに存在した。初期は刑事犯罪の取り締まりだけに動員されていたが、後に総督府領のゲットーのユダヤ人によるゲットー外からの密輸の取り締まりにも動員された。ポーランド人のみで構成されるわけではなく、地元民による志願制で構成されていた。1944年8月27日にポーランド国民解放委員会により解散させられた。

## 組織

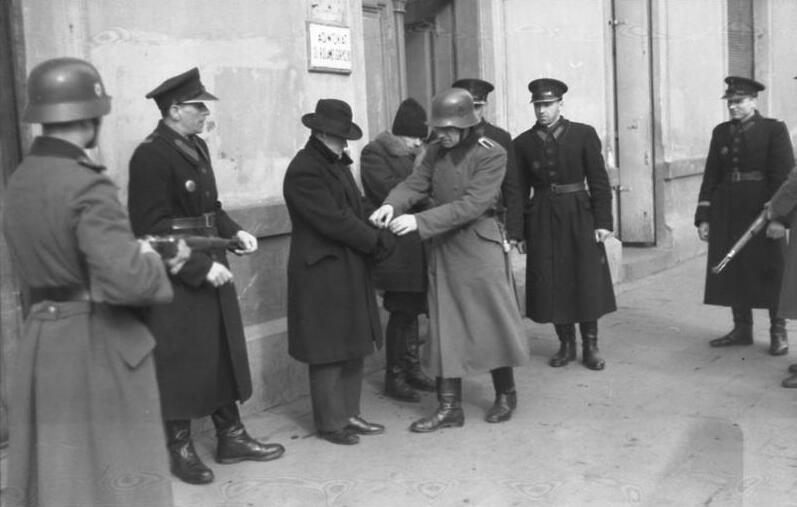
ドイツの秩序警察官（鉄兜の人たち）を補助する総督府ポーランド警察官1941年、クラクフ

ドイツ軍のポーランド侵攻後の1939年10月、ポーランド総督に就任したハンス・フランクは、戦前からのポーランド警察をドイツ警察の補助に動員するよう命じた。従わないポーランド警察官たちは死刑に処された。
ドイツ当局の計画では1万2000人ほどの規模になることを予定していたが、実際の人数はもっと少なかった。しかし、1万4300人と見積もる情報源もある。ヤド・ヴァシェムのホロコースト大辞典(en:Encyclopedia of the Holocaust)によると、1940年2月には8,700人だったが、それが1943年に1万6000人となり、最高潮に達したとしている。総督府ポーランド警察は主にポーランド人と総督府領東部から来たポーランド語を話すウクライナ人によって構成された
総督府ポーランド警察に自立性はほとんどなかった。警察幹部は全員がドイツの刑事警察から来ていた。管理所在地警備警官隊(Schutzpolizei)、鉄道警察(Bahnschutz)、森林警察(Forstschutz)、および国境警察(Grenzschutz)などと共に補助警察としての役割を果たした。総督府ポーランド警察は秩序警察の下部組織であった。
ドイツ当局の見地からの総督府ポーランド警察の役割は、ドイツ警察が他の仕事に回れるよう、代わって総督府の治安を維持する事にあった。全ドイツ警察長官の親衛隊全国指導者ハインリヒ・ヒムラーも1940年5月5日の命令の中で「一般的警察業務を総督府に提供することが、総督府ポーランド警察の役割である。ドイツ警察は介入したいと考えた時やポーランド警察を見張る必要がある時にのみ出動するであろう。」と述べている。
総督府ポーランド警察は戦前からのポーランド警察の延長であったため、ドイツ当局とポーランド亡命政府が共にその存在を認めていた。ポーランド地下政府(en:Polish Underground State)は独自の司法組織と警察をもったが、それはポーランド全住民に基本的警察業務を提供できる物ではなかった（国民秘密軍(en:National Security Corps)、民間レジスタンス理事会(en:Directorate of Civil Resistance)など参照）。

## 評価

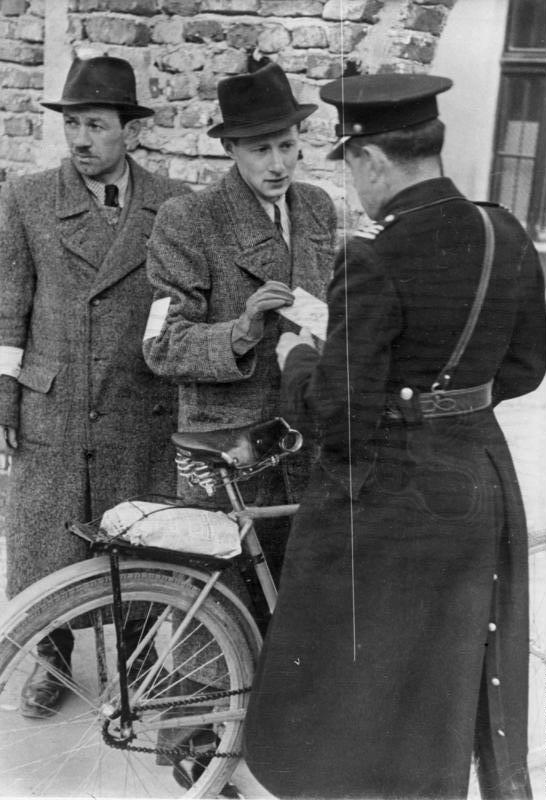
クラクフ・ゲットーでユダヤ人の身分証明書を調べる総督府ポーランド警察官。

総督府ポーランド警察の歴史的評価は、諸説あって難しい問題になっており、今も論争になる事がある。
総督府ポーランド警察によるユダヤ人狩りの関与の度合いは学者によって異なる。ワルシャワ・ゲットー史家のエマヌエル・リンゲルブルム(en:Emmanuel Ringelblum)は、ゲットーで強請と鞭打ちを行うポーランド警察官の存在を指摘している。
総督府ポーランド警察官の大多数は国内軍に属していた。ほとんどは国内軍と国民秘密軍の防諜のためであった。いくつかの推計によると50%以上が参加していたという
総督府ポーランド警察はしぶしぶドイツに従っていた。中にはドイツ当局に背く者もいた。総督府ポーランド警察の警察官の中にはイスラエルのヤド・ヴァシェムより「諸国民の中の正義の人」の称号を贈られた者もいる（たとえばWacław Nowiński）。
他方で総督府ポーランド警察はワパンカ(en:Łapanka)の一翼を担い、またユダヤ人の殺害にも多数関与している。